# La Talaudière
La Talaudière és un municipi francès situat al departament del Loira i a la regió d'Alvèrnia-Roine-Alps. L'any 2007 tenia 6.377 habitants.

## Demografia

### Població
El 2007 la població de fet de La Talaudière era de 6.377 persones. Hi havia 2.397 famílies de les quals 721 eren unipersonals (244 homes vivint sols i 477 dones vivint soles), 772 parelles sense fills, 728 parelles amb fills i 176 famílies monoparentals amb fills.
La població ha evolucionat segons el següent gràfic:
Habitants censats

### Habitatges
El 2007 hi havia 2.581 habitatges, 2.440 eren l'habitatge principal de la família, 18 eren segones residències i 123 estaven desocupats. 1.360 eren cases i 1.218 eren apartaments. Dels 2.440 habitatges principals, 1.493 estaven ocupats pels seus propietaris, 894 estaven llogats i ocupats pels llogaters i 53 estaven cedits a títol gratuït; 25 tenien una cambra, 233 en tenien dues, 519 en tenien tres, 803 en tenien quatre i 860 en tenien cinc o més. 1.696 habitatges disposaven pel capbaix d'una plaça de pàrquing. A 1.109 habitatges hi havia un automòbil i a 971 n'hi havia dos o més.

### Piràmide de població
La piràmide de població per edats i sexe el 2009 era:
| Homes | Edats   | Dones |
| ----- | ------- | ----- |
| 4     | 95 o +  | 0     |
| 8     | 90 a 94 | 28    |
| 20    | 85 a 89 | 64    |
| 56    | 80 a 84 | 116   |
| 104   | 75 a 79 | 136   |
| 116   | 70 a 74 | 124   |
| 140   | 65 a 69 | 196   |
| 168   | 60 a 64 | 188   |
| 156   | 55 a 59 | 168   |
| 200   | 50 a 54 | 212   |
| 264   | 45 a 49 | 200   |
| 256   | 40 a 44 | 272   |
| 288   | 35 a 39 | 272   |
| 248   | 30 a 34 | 184   |
| 232   | 25 a 29 | 164   |
| 232   | 20 a 24 | 140   |
| 268   | 15 a 19 | 204   |
| 284   | 10 a 14 | 248   |
| 220   | 5 a 9   | 196   |
| 152   | 0 a 4   | 164   |

## Economia
El 2007 la població en edat de treballar era de 4.072 persones, 2.585 eren actives i 1.487 eren inactives. De les 2.585 persones actives 2.414 estaven ocupades (1.288 homes i 1.126 dones) i 171 estaven aturades (77 homes i 94 dones). De les 1.487 persones inactives 355 estaven jubilades, 409 estaven estudiant i 723 estaven classificades com a «altres inactius».

### Ingressos
El 2009 a La Talaudière hi havia 2.554 unitats fiscals que integraven 5.927,5 persones, la mediana anual d'ingressos fiscals per persona era de 19.304 €.

### Activitats econòmiques
Dels 470 establiments que hi havia el 2007, 4 eren d'empreses extractives, 18 d'empreses alimentàries, 6 d'empreses de fabricació de material elèctric, 2 d'empreses de fabricació d'elements pel transport, 38 d'empreses de fabricació d'altres productes industrials, 49 d'empreses de construcció, 114 d'empreses de comerç i reparació d'automòbils, 27 d'empreses de transport, 22 d'empreses d'hostatgeria i restauració, 5 d'empreses d'informació i comunicació, 39 d'empreses financeres, 25 d'empreses immobiliàries, 51 d'empreses de serveis, 46 d'entitats de l'administració pública i 24 d'empreses classificades com a «altres activitats de serveis».
Dels 72 establiments de servei als particulars que hi havia el 2009, 1 era una oficina de correu, 7 oficines bancàries, 1 funerària, 3 tallers de reparació d'automòbils i de material agrícola, 1 establiment de lloguer de cotxes, 2 autoescoles, 3 paletes, 3 guixaires pintors, 5 fusteries, 5 lampisteries, 7 electricistes, 2 empreses de construcció, 7 perruqueries, 1 veterinari, 12 restaurants, 7 agències immobiliàries, 2 tintoreries i 3 salons de bellesa.
Dels 52 establiments comercials que hi havia el 2009, 1 era un supermercat, 1 una gran superfície de material de bricolatge, 1 una botiga de més de 120 m², 1 una botiga de menys de 120 m², 5 fleques, 18 carnisseries, 1 una peixateria, 3 llibreries, 9 botigues de roba, 2 sabateries, 1 una botiga de mobles, 1 una botiga de material esportiu, 2 drogueries, 1 una perfumeria, 1 una joieria i 4 floristeries.
L'any 2000 a La Talaudière hi havia 13 explotacions agrícoles que ocupaven un total de 231 hectàrees.

## Equipaments sanitaris i escolars
El 2009 hi havia 1 hospital de tractaments de curta durada, 1 hospital de tractaments de mitja durada (seguiment i rehabilitació), 1 centre de salut, 4 farmàcies i 1 ambulància.
El 2009 hi havia 2 escoles maternals i 3 escoles elementals. La Talaudière disposava d'un col·legi d'educació secundària amb 840 alumnes.

## Poblacions properes
El següent diagrama mostra les poblacions més properes.